# Джафаров Мамед Ашумович
Ма́мед А́шумович Джа́фаров (18 березня 1924, Баку — 19 липня 2013, Львів) — український радянський науковець, Кандидат медичних наук (1954), доцент (1957), доктор медичних наук (1968), професор (1969), завідувач кафедри анатомії та біомеханіки (1960—1984), декан (1960—1965; 1982—1987), завідувач кафедри анатомії, біомеханіки та метрології Львівського державного інституту фізичної культури (1987—1992), заслужений працівник фізичної культури та спорту України (1997), Заслужений діяч фізичної культури і спорту Азербайджанської Республіки (2011), нагороджений відзнакою ФСТ «Динамо» України — «Почесний динамівець», ветеран спорту.

## Біографія
Народився 18 березня 1924 року у місті Баку (Азербайджанська РСР).
1937 року в Баку у ФСТ «Динамо», в секції плавання була створена дитяча група, куди поза конкурсом був зарахований перший азербайджанський хлопчик 13-річний Мамед. Отриманий членський квиток від 7 червня 1937 року, що зберігається нині в архіві професора Мамеда Джафарова, тоді з цікавістю роздивлялися дворові однолітки, а потім і товариші по навчанню, вчитель фізкультури школи № 189.
Ставленням Мамеда до тренувань був дуже задоволений його тренер Г. Кондрушкін. Через два роки наполегливих сезонних занять, а тоді в Баку не було зимових басейнів, Мамед в липні 1939 року у складі динамівської команди Баку виїхав до Москви на Всесоюзні дитячо-юнацькі відомчі змагання. В серпні того ж року він уже в складі збірної Азербайджану брав участь у Всесоюзних змаганнях у Тбілісі. 16 грудня 1939 року наказом заступника голови Ради Азербайджанського ФСТ «Динамо» В. Лукшти Мамеду Джафарову була оголошена подяка за успіхи в спортивному плаванні. Це вперше керівництвом товариства «Динамо» відзначена діяльність хлопчика.
До 1941 року він успішно брав участь у заочних Всесоюзних змаганнях ФСТ «Динамо» з водних видів спорту. 1941 року Джафаров був залучений до групи підготовки азербайджанських спортсменів, які мали взяти участь у Всесоюзному параді фізкультурників на Красній площі у Москві. Через вибух німецько-радянської війни парад не відбувся. Учасник другої світової війни. Вже після закінчення війни Мамед Ашумович усе ж таки побував на головній площі СРСР. 12 серпня 1945 року був проведений перший повоєнний Всесоюзний парад фізкультурників, у якому він брав участь.
А у вересні 1946 року у Львові розпочався навчальний процес у Державному інституті фізичної культури. За планом з першого тижня навчального року слід було приступити до занять з анатомії людини. Відсутність необхідних фахівців ставила під загрозу сам процес. Саме тоді Мамед Джафаров, успішно навчаючись в Азербайджанському державному медичному інституті, і працював викладачем кафедри анатомії. Знання структурно-функціональних особливостей організму людини і успіхи в спорті привернули до нього увагу українського спортивного керівництва. 27 липня 1946 року прийнятий на посаду асистента кафедри анатомії Львівського державного інституту фізичної культури. З 1951 року — старший викладач цієї кафедри. У 1951−1956 роках навчався у Київському державному інституті фізичної культури, у 1953—1954 роках — в річній аспірантурі Державного центрального ордена Леніна інституту фізичної культури імені І. В. Сталіна у Москві. У 1954 році захистив кандидатську дисертацію на тему: «Изменения в расположении органов грудной полости при выполнении гимнастических упражнений» та отримав науковий ступінь — Кандидат медичних наук, у 1957 році отримав вчене звання доцент кафедри анатомії львівського вишу. 1960 року очолив кафедру анатомії та біомеханіки ЛДІФК, якою керував до 1984 року, одночасно у 1960−1965 роках та 1982—1987 роках працював на посаді декана інституту. У 1968 році захистив докторську дисертацію на тему: «Анатомо-топографические изменения внутренних органов при физических упражнениях» та отримав науковий ступінь — Доктор медичних наук. Від 1969 року — професор кафедри. 1987 року на конкурсній основі обраний на посаду завідувача кафедри анатомії, біомеханіки та метрології, яку очолював до 1992 року. Від 1992 року на пенсії.
Мамед Джафаров також був членом комісії з анатомії та біомеханіки науково-методичної ради Комітету з фізичної культури та спорту УРСР, науковим куратором збірної СРСР зі стрільби з лука, членом Вищої атестаційної комісії Міністерства вищої та середньої спеціальної освіти СРСР, редакційного відділу Великої медичної енциклопедії (розділ «Анатомія»). Його науково-педагогічна та виховна робота відзначена одинадцятьма урядовими нагородами, численними почесними грамотами Спорткомітету СРСР, Спорткомітету УРСР, а головне — особистою увагою президентів України та Азербайджану.
Президент Азербайджану Гейдар Алієв запрошував Мамеда Джафарова в Баку на сорокахвилинну аудієнцію. А 1997 року отримав почесне звання — Заслужений працівник фізичної культури і спорту України, а у 1999 та 2003 роках Мамеду Джафарову як видатному діячеві у галузі фізичної культури та спорту указом Президента України Леоніда Кучми була призначена Державна стипендія.
27 грудня 2011 року Надзвичайний і Повноважний Посол Азербайджанської республіки в Україні Ейнула Мадатлі в урочистій обстановці в приміщенні Львівської міської ради за участі міського голови Андрія Садового, його заступника Василя Косіва вручив нагрудний знак та Свідоцтво про присвоєння Почесного звання «Заслужений діяч фізичної культури і спорту Азербайджанської Республіки» громадянину України професору Мамеду Ашумовичу Джафарову.
Під час проведення урочистих заходів у Львівському державному університеті фізичної культури 9 листопада 2011 року, присвячених 90-літтю від дня народження Віктора Чукаріна, професором Мамедом Ашумовичем Джафаровим було запропоновано присвоїти Львівському державному університету фізичної культури присвоїти ім'я Віктора Івановича Чукаріна.
Мамед Джафаров помер 19 липня 2013 року. Похований на Личаківському цвинтарі у Львові (поле № 71).

## Родина
Одружений з Любов’ю Вікторівною Джафаровою, з якою вони разом навчалися спочатку у школі, а згодом й у Азербайджанському державному медичному інституті в Баку. Вона 36 років пропрацювала старшим викладачем кафедри лікувальної фізкультури і лікарського контролю ЛДІФК. Їхня донька Джаваїр Мамедівна Джафарова із золотою медаллю закінчила українсько-англійську школу № 4, з відзнакою — Львівський медичний інститут, а згодом Національну академію державного управління при президентові України. Вона кандидат наук з державного управління, Заслужений лікар України, головний лікар 1-ї міської клінічної лікарні імені Князя Лева та засновник у Львові перших в Україні амбулаторій та поліклінік сімейної медицини. Зять — Юрій Васильович Бісярін, кандидат медичних наук, доцент. Онук — Олег Юрійович Бісярін закінчив з відзнакою ЛНМУ імені Данила Галицького, нині завідує міським центром ендоскопічної гінекології 1-ї міської клінічної лікарні імені Князя Лева.

## Наукова діяльність
1950 року вчений розпочав наукові пошуки з проблем спортивної анатомії (вплив фізичних вправ на внутрішні органи; функції скелетних м’язів у фізичних вправах; створення спортивних тренажерів тощо). У 1970-х роках став співавтором підручників «Анатомія людини» (розділи «Внутрішні органи» та «Загальний  покрив  тіла»). За участі М. А. Джафарова в інституті був створений анатомічний музей, під його безпосереднім керівництвом на кафедрі досліджували електромеханічні моделі м’язової системи, провідні шляхи центральної нервової системи, створили гімнастичну каретку й велику кількість навчально-оглядових  посібників; захистили дисертації: з біомеханіки — В. М. Заціорський, учень Мамеда Ашумовича, за темою: «Дослідження  переносу тренованості в циклічних локомоціях» (1961) та зі спортивної морфології — А. Л. Васильчук за темою: «Індивідуалізація навчання гімнасток у  в'язку з їхніми антропометричними показниками» (1985).  Разом із В. І. Чукаріним та А. Л. Васильчуком розробив пристрій для вимірювання зусиль, докладених до деформованої частини спортивного приладу (1978). У його доробку близько 130 наукових праць і статей, виданих протягом 1952—1991 років у різних друкованих виданнях колишнього СРСР.